# Lux Prima
Lux Prima è un album in studio collaborativo di Karen O e Danger Mouse, pubblicato nel 2019.

## Tracce
1. Lux Prima – 9:02
2. Ministry – 5:06
3. Turn the Light – 3:19
4. Woman – 2:54
5. Redeemer – 3:49
6. Drown – 3:26
7. Leopard's Tongue – 3:13
8. Reveries – 3:44
9. Nox Lumina – 6:09